# Giorgi Kharaishvili
Giorgi Kharaishvili (in georgiano გიორგი ხარაიშვილი?; Marneuli, 29 luglio 1996) è un calciatore georgiano, attaccante o centrocampista della Dinamo Tbilisi.

## Caratteristiche tecniche
Il direttore sportivo dell'IFK Göteborg, Mats Gren, lo ha presentato come un giocatore che può giocare in più posizioni, ma che può dare il suo meglio dietro la punta. Gli vengono attribuite doti di velocità, controllo di palla e un ottimo piede destro. Dal suo arrivo all'IFK Göteborg tuttavia è stato utilizzato perlopiù come ala sinistra.

## Carriera

### Club
Per favorire il suo sviluppo come calciatore, in gioventù si è trasferito dalla piccola città di Marneuli alla capitale Tbilisi. Qui è entrato a far parte del Saburtalo, uno dei settori giovanili più fiorenti del paese.
All'età di 19 anni, è stato il miglior marcatore del Saburtalo nel corso del campionato georgiano 2015-2016, con 12 reti segnate. Si è ripetuto come giocatore più prolifico della formazione biancorossa anche in occasione dell'edizione 2016 (disputata in formato ridotto a causa della riforma dei campionati) e dell'edizione 2017, quando ha realizzato 13 gol in 26 partite ed è stato anche capitano della squadra.
In vista della stagione 2018, Kharaishvili è stato rilevato dagli svedesi dell'IFK Göteborg, inizialmente con la formula del prestito. Nel contratto annuale era prevista un'opzione per ulteriori tre anni e mezzo, opzione che è stata esercitata al termine dell'Allsvenskan 2018 in cui è stato il miglior realizzatore della sua squadra con 9 reti. Nel campionato 2019 ha messo a referto 7 reti e 8 assist in 28 partite, mentre nel campionato 2020 ha segnato due reti scendendo in campo in metà delle partite in programma (15 presenze) complici alcuni problemi fisici.
Prima dell'inizio della stagione svedese 2021, il giocatore georgiano è stato ceduto a titolo definitivo agli ungheresi del Ferencváros.

### Nazionale
Kharaishvili ha fatto parte delle principali nazionali giovanili georgiane, poi ha giocato due amichevoli con la nazionale maggiore nel gennaio del 2017, rispettivamente contro Uzbekistan e Giordania.

## Palmarès

### Club

#### Competizioni nazionali
- Coppa di Svezia: 1

IFK Göteborg: 2019-2020
- Coppa d'Ungheria: 1

Ferencváros: 2021-2022
- Campionato ungherese: 1

Ferencváros: 2021-2022